# Muscat City Centre
El Muscat City Centre es el nombre que recibe un complejo comercial desarrollado y gestionado por propiedades Majid Al Futtaim. El centro abrió sus puertas en octubre de 2001 y Se encuentra en la carreretera Sultán Qaboos (a 3 km del aeropuerto internacional de Mascate),  en el Sultanato de Omán. Muscat City Centre se sometió a una ampliación en 2007 que duplicó el tamaño de la alameda e introdujo más de 60 nuevas tiendas, aumentando su superficie comercial a 60.484 metros cuadrados. En junio de 2013, el centro comercial anunció una segunda remodelación para añadir 48.500 pies de espacio comercial dedicados al entretenimiento y ocio.